# 洋浦经济开发区
洋浦经济开发区，是经中华人民共和国国务院批准设立的国家级经济开发区，行政区划由儋州市管辖，实际由海南省直辖，于1992年3月设立。

## 历史
洋浦位于洋浦半岛上，三面环海，在兴建洋浦经济开发区之前，没有任何工业基础，由于位于海南岛西部，降水不足，因此农业极不发达，但海岸线曲折，优良港口众多，距离港澳台、东南亚地区较近，位于国际主航道附近，而周围油气、矿产与化学资源十分可观。1887年，张之洞就提出了修建洋浦港的设想，孙中山、周恩来也都曾有过类似设想。1939年4月，日军攻占洋浦地区后，为了给海南西部的港口选址，绘制了这一地区的地图，但最后放弃了洋浦。
1980年代初期，海南行政区领导为了带动岛屿经济发展，开始谋划在洋浦设立经济开发区。海南建省后，中国共产党海南省党委员会、省政府于1988年12月向中央人民政府和中共中央政治局请示将洋浦30平方公里土地的使用权出让给熊谷组（香港）有限公司开发，但该做法引发争论。1989年4月28日，邓小平在设立洋浦经济开发区的汇报材料上批示，认为海南省委的决策是正确的。1992年3月9日，国务院正式批准设立洋浦经济开发区。1992年8月18日，海南省政府与熊谷组正式签订出让合同，将区内27.353平方公里的土地使用权一次性出让70年，熊谷组联合香港荣高贸易有限公司、长江实业（集团）有限公司、台湾大中华集团有限公司和三家中国的国内银行成立了洋浦土地开发有限公司，共同参与洋浦开发。中央参照国际通行的自由港政策，赋予洋浦优惠政策。海南省政府于1993年设立派出机构洋浦经济开发区管理局，代表省政府对开发区及临近划定的所属海域依法行使行政管理权。
1994年以后，洋浦优惠政策部分被相继取消，因此开发商放慢投资速度，并于1995年下半年起基本停止投资。此后亚洲金融风暴爆发，包括香港熊谷组在内的股东无暇继续投资，洋浦开发主体因此发生几次变化，于2007年改由政府主导。2007年9月24日，国务院批准洋浦经济开发区成立洋浦保税港区，面积为9.2063平方公里。2010年3月，经海南省委、省政府批准，洋浦管理局更名为洋浦管理委员会，将控股公司成建制并入洋浦管委会。2011年12月26日，海南省委五届十二次全会讨论通过《海南省委省政府关于全面加快洋浦开发建设的决定》，明确海南省政府授权开发区管委会行使省级行政管理权，代表省政府对行政区域及其邻接海域实施统一管理，行使市级和县级行政管理权，开发区管委会实行经济、社会、行政等职能于一体的管理模式，对洋浦控股公司进行统一管理。2012年7月19日，国务院于批准洋浦经济开发区调整范围，实际面积扩大9.7平方公里。2013年10月9日，儋州市三都镇划入洋浦经济开发区管辖。
2020年4月，《海南省人民代表大会常务委员会关于海南自由贸易港洋浦经济开发区等重点园区管理体制的决定》施行，东方临港产业园、临高金牌港开发区并入洋浦经济开发区管理。2020年6月，海南自由贸易港洋浦经济开发区正式挂牌成立。
2021年7月8日，海关总署印发《海关对洋浦保税港区加工增值货物内销税收征管暂行办法》，宣佈自當日起实施洋浦保税港区加工增值政策，規定在洋浦保税港区加工增值超过30%的货物，经洋浦保税港区进入境内区外免征进口关税。

## 行政区划
洋浦经济开发区下辖三个行政管理区：干冲区、新英湾区和三都区，同时下辖18个社区、9个行政村：南便社区、儒兰社区、厦兰社区、海勤社区、洋浦社区、东临社区、春鸣社区、五山社区、咸塘社区、白沙社区、高山社区、公堂下社区、太平社区、共呜社区、港区社区、新英湾社区、新都社区、新兴社区、三都村、南滩村、漾月村、旧州村、德义村、西照村、冠英村、棠柏村、颜村村。

## 地理
洋浦经济开发区位于海南西北部洋浦半岛，泛北部湾中心地带，处于临高隆起带，属雷琼凹陷的一部分，由海拔100米以下的台地和阶地平原组成，西北稍高、东南稍低、平坦开阔。由于火山熔岩流动到海岸地带后受长期风化侵蚀，岸线表现为犬牙错状，并显现陡崖。地质基础由湛江群粘土、砂质垆姆、玄武岩和石英砂构成。洋浦属热带岛屿季风气候，主导风向为东风和东北风，年均气温24.7℃，降雨量约为1100毫米，相对湿度于82％（夏季）与26％（冬季）之间，气候温和、湿润。 
洋浦经济开发区主要树种有椰子树、桉树、马占相思、垂叶榕、印度紫檀、非洲楝、台湾相思等，可捕捞的海洋生物资源有红鱼、石斑鱼、马鲛鱼等鱼类600多种。洋浦基本不宜农耕，荒地多而人口少，粮食播种面积21公顷，粮食总产量61吨，常住人口8.6万人，流动人口1.5万人，实有人口约10万。
洋浦半岛附近资源丰富，有储量相当丰富的天然气和开采潜力大的石油，还有丰富的盐和钛矿资源，储量可观的褐煤、油页岩、优质石英砂、石灰石矿等。

## 经济
2019年，洋浦经济开发区实现地区生产总值259.20亿元人民币，地方一般公共预算收入30.89亿元人民币，地方一般公共预算支出45.28亿元人民币，进出口总额407.6亿元人民币。
2019年，洋浦有规模以上工业企业21家，实现增加值172.2亿元人民币，实现主营业务收入927.9亿元人民币，实现利润46.33亿元人民币。新增市场主体3311户。全区有资质的建筑企业完成建筑业总产值6159万元，实现增加值2801万元。
洋浦深水近岸、避风少淤，是海南核心港口，海岸线长68公里，可建1-30万吨级码头泊位100多个，已建成泊位45个，万吨级以上泊位30个。洋浦港货物吞吐量5015万吨，增长19.3%，其中出港1889.10万吨，进港3125.93万吨；集装箱吞吐量70.8万标箱，其中外贸集装箱9.9万标箱。